# Canto del cisne

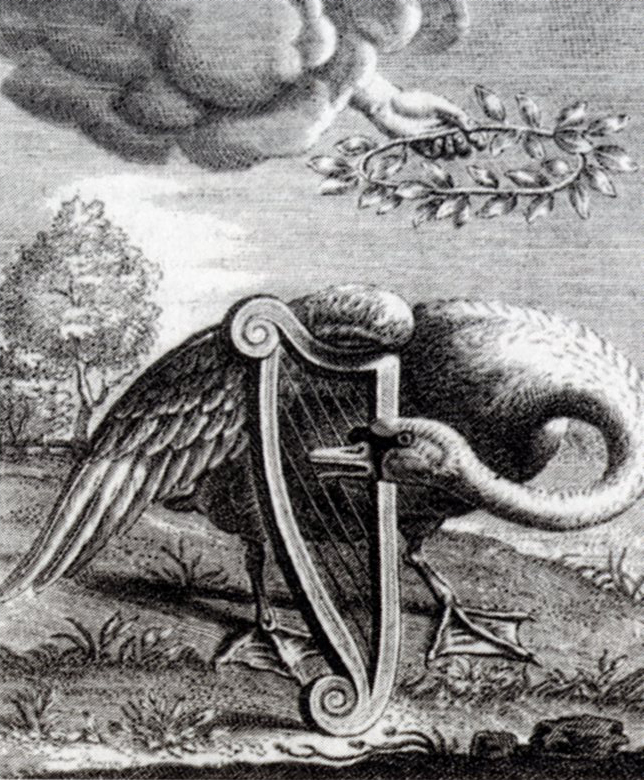
"El canto del cisne" (1655) por Reinier van Persijn.

El canto del cisne (griego antiguo: κύκνειον ᾆσμα; latín: carmen cygni) es una frase metafórica que se refiere al último gesto, obra o actuación de alguien justo antes de la muerte o jubilación. La frase se refiere a la antigua creencia de que los cisnes (Cygnus spp.) cantan una bella canción en el momento justo antes de morir, después de haber estado en silencio durante la mayor parte de su vida. Esta creencia, cuya base en la actualidad se debate desde hace mucho tiempo, ya era proverbial en la Antigua Grecia hacia el siglo iii a. C., y fue reiterada muchas veces posteriormente en la poesía y el arte occidentales.

## Origen y descripción
En la mitología griega, el cisne era un ave consagrada a Apolo, y por lo tanto era considerado un símbolo de la armonía y de la belleza y su capacidad limitada para cantar era sublimada con respecto a la de los pájaros cantores.
La fábula de Esopo titulada «El cisne y el ganso» incorpora la leyenda del canto del cisne cuando confunde a un cisne con un ganso pero luego lo reconoce por su canto. Hay una referencia posterior, en Agamenón de Esquilo (versículos 1444-5) de 458 AC. En esa obra, Clitemnestra compara a la muerta Casandra con un cisne que ha cantado su último lamento final». Platón en Phaedo (84d) registra a Sócrates diciendo que, a pesar de que los cisnes cantan en los principios de la vida, no lo hacen de forma tan hermosa como antes de morir. Por otra parte, Aristóteles señala en su Historia de los Animales (615b) que los cisnes «son musicales, y cantan sobre todo en la proximidad de la muerte». Hacia el tercer siglo antes de cristo la creencia se había convertido en un proverbio.
Ovidio lo menciona en "La Historia de Picus y Canens" (Metamorfosis, libro XIV: 320-396): "Ella derramó sus palabras de dolor, en un mar de lágrimas, en tenues tonos, en armonía con la tristeza, así como el cisne canta una vez, mientras muere, su propio réquiem». El cisne también fue descrito como cantante en las obras de los poetas Virgilio y Marcial.

## Controversia
El cisne europeo más común, el cisne mudo (Cygnus olor), aunque en realidad no es mudo, no es conocido ni por su musicalidad ni por vocalizar cuando se muere. Esto ha llevado a algunos a criticar las creencias sobre el canto del cisne desde la antigüedad, uno de los primeros siendo Plinio el viejo: en el 77 a. C., en Historia Natural (libro 10, capítulo xxxii: olorum morte narratur flebilis cantus, falso, ut arbitror, la alícuota experimentis), establece que: «la observación muestra que la historia de que el cisne canta al morir es falsa». Peterson et al. anota que el Cygnus olor «no es mudo, pero carece de llamada, simplemente hace sonidos como de bocina, gruñidos y siseos en alguna ocasión».
Sin embargo, el cisne cantor (Cygnus cygnus), un visitante invernal a las partes del Mediterráneo oriental, no poseen una llamada, y es conocido por emitir una serie de notas mientras sus pulmones espiran su último aliento antes de morir, siendo consecuencia de un bucle traqueal adicional situado dentro de su esternón. Esto fue propuesto por el naturalista Peter Pallas como la base para la leyenda. Tanto el cisne mudo como el cisne cantor parecen estar representados en el arte griego y egipcio.
El pariente más cercano del cisne cantor, el cisne trompetista y de tundra, comparten su bucle traqueal musical. El zoólogo D. G. Elliot informó en 1898 que un cisne de tundra al que había disparado y herido en vuelo comenzó un largo planeo hacia abajo, mientras que emitía una serie de notas «lastimeras y musicales» que «sonaban por momentos como el suave funcionamiento de las notas de una octava».